# Manchester United F.C. sæson 2007-08
2007–08 sæsonen for Manchester United Football Club (Manchester United F.C. eller bare Manchester United) var klubbens succesfulde 16. sæson i Premier League, og deres 33. sæson i topdivisionen i engelsk fodbold. Sæsonen endte med at de vandt det europæiske klubmesterskab UEFA Champions League 2008. I de indenlandske turneringer FA Cup og Carling Cup (som var navnet på League Cup fra 2003 - 2012) var de til gengæld mindre heldige.

## Premier League
Sæsonen i den professionelle engelske fodboldliga Premier League var en succes for Manchester United på trods af en langsom start. De vandt deres 10. Premier League titel og dermed deres samlede 17. titel i top divisionerne (i den sæson endte de med sammenlagt at have en sejr mindre end Liverpool's rekord på 18 titler).
Starten af sæsonen lovede ellers ikke godt. De tre første kampe blev til to uafgjorte og en tabt kamp, hvilket resulterede i en placering helt nede på 17. pladsen i ligaen, dvs. lige over nedrykningsstregen. I de følgende tre runder kom de imidlertid op på 1. pladsen igen, og lå derefter enten på 2. pladsen, hvor Arsenal lå på 1. pladsen, eller på 1. pladsen (i otte runder), hvor de endte. 
Manchester spillede mod Arsenal i Premier League en gang i sæsonen. Det foregik på Emirates Stadium, der havde været hjemmebane for Arsenal fra sommeren 2006, der derfor havde en hjemmebanefordel fra starten. Lige inden pausen i første halvleg scorede Arsenal-kaptajnen William Gallas selvmål, så Manchester United førte, da de gik til pausen. Tre minutter inde i anden halvleg udlignede spanske Francesc Fabregas fra London-holdet til 1-1. I det 82. minut scorede Manchester United's Cristiano Ronaldo til 2-1 til udeholdet. I det 91. minut gjorde Arsenal's Gallas det godt igen ved at udligne til 2-2, som blev kampens resultat. 
I sæsonen tabte Manchester United mod Manchester City to gange, samt mod Bolton og West Ham. 
| Dato               | Modstander        | H / U | Resultat H – U | Målscorere                                                   | Tilskuere | Liga position |
| ------------------ | ----------------- | ----- | -------------- | ------------------------------------------------------------ | --------- | ------------- |
| 12. august 2007    | Reading           | H     | 0 – 0          |                                                              | 75,655    | 11.           |
| 15. august 2007    | Portsmouth        | U     | 1 – 1          | Scholes 51'                                                  | 20,510    | 12.           |
| 19. august 2007    | Manchester City   | U     | 0 – 1          |                                                              | 44,955    | 17.           |
| 26. august 2007    | Tottenham Hotspur | H     | 1 – 0          | Nani 68'                                                     | 75,696    | 10.           |
| 1. september 2007  | Sunderland        | H     | 1 – 0          | Saha 71'                                                     | 75,648    | 6.            |
| 15. september 2007 | Everton           | U     | 1 – 0          | Vidić 83'                                                    | 39,364    | 1.            |
| 23. september 2007 | Chelsea           | H     | 2 – 0          | Tévez 45', Saha 89' (ss.)                                    | 75,633    | 2.            |
| 29. september 2007 | Birmingham City   | U     | 1 – 0          | Ronaldo 52'                                                  | 26,526    | 2.            |
| 6. oktober 2007    | Wigan Athletic    | H     | 4 – 0          | Tévez 54', Ronaldo (2) 58', 76', Rooney 82'                  | 75,300    | 1.            |
| 20. oktober 2007   | Aston Villa       | U     | 4 – 1          | Rooney (2) 36', 44', Ferdinand 45', Giggs 75'                | 42,640    | 2.            |
| 27. oktober 2007   | Middlesbrough     | H     | 4 – 1          | Nani 3', Rooney 33', Tévez (2) 55', 85'                      | 75,720    | 1.            |
| 3. november 2007   | Arsenal           | U     | 2 – 2          | Gallas 45' (sm.), Ronaldo 81'                                | 60,161    | 2.            |
| 11. november 2007  | Blackburn Rovers  | H     | 2 – 0          | Ronaldo (2) 34', 35'                                         | 75,710    | 1.            |
| 24. november 2007  | Bolton Wanderers  | U     | 0 – 1          |                                                              | 25,028    | 2.            |
| 3. december 2007   | Fulham            | H     | 2 – 0          | Ronaldo (2) 10', 53'                                         | 75,055    | 2.            |
| 8. december 2007   | Derby County      | H     | 4 – 1          | Giggs 41', Tévez (2) 45', 61', Ronaldo 90'                   | 75,725    | 2.            |
| 16. december 2007  | Liverpool         | U     | 1 – 0          | Tévez 43'                                                    | 44,459    | 2nd           |
| 23. december 2007  | Everton           | H     | 2 – 1          | Ronaldo (2) 22', 88' (ss.)                                   | 75,749    | 2.            |
| 26. december 2007  | Sunderland        | U     | 4 – 0          | Rooney 20', Saha (2) 30', 85' (ss.), Ronaldo 45'             | 47,360    | 1.            |
| 29. december 2007  | West Ham United   | U     | 1 – 2          | Ronaldo 14'                                                  | 34,966    | 2.            |
| 1. januar 2008     | Birmingham City   | H     | 1 – 0          | Tévez 25'                                                    | 75,459    | 2.            |
| 12. januar 2008    | Newcastle United  | H     | 6 – 0          | Ronaldo (3) 49', 70', 88', Tévez (2) 55', 90', Ferdinand 85' | 75,965    | 1st           |
| 19. januar 2008    | Reading           | U     | 2 – 0          | Rooney 77', Ronaldo 90'                                      | 24,135    | 1.            |
| 30. januar 2008    | Portsmouth        | H     | 2 – 0          | Ronaldo (2) 10', 12'                                         | 75,415    | 1.            |
| 2. februar 2008    | Tottenham Hotspur | U     | 1 – 1          | Tevez 90'                                                    | 36,075    | 2.            |
| 10. februar 2008   | Manchester City   | H     | 1 – 2          | Carrick 90'                                                  | 75,970    | 2.            |
| 23. februar 2008   | Newcastle United  | U     | 5 – 1          | Rooney (2) 25', 80', Ronaldo (2) 45', 56', Saha 90'          | 52,291    | 2.            |
| 1. marts 2008      | Fulham            | U     | 3 – 0          | Hargreaves 14', Park 45', Davies 72' (sm.)                   | 25,314    | 2.            |

## FA Cup
I Football Association Challenge Cup (FA Cup), som er pokalturneringen i fodbold for mandlige klubhold fra England og Wales arrangeret af og navngivet efter det engelske fodboldforbund, The Football Association, klarede Manchester United sig suverænt først i sæsonen, men endte med at ryge ud af turneringen i sjette runde efter at have spillet mod Portsmouth. 
Indtil den sjette runde havde Manchester United spillet mod hold fra den bedste liga i England, dvs. Premier League-hold, og vundet stort over dem alle sammen. Det mest uventede resultat var 4-0-sejren over Arsenal. Holdene mødte hinanden på et tidspunkt hvor Arsenal lå nummer et i ligaen med et forspring på fem point ned til United. Det var især Nani og Anderson, der var de dominerende spillere på Arsenal.  Arsenal-forsvaret blev svækket af at Emmanuel Eboué fra Arsenal blev udvist i det 49. minut efter at have stemplet Patrice Evra. I semifinalerne tabte Manchester United til Portsmouth efter at målmanden Tomas Kuszcak havde fået rødt kort og Edwin van der Sar var blevet skiftet ud.
I den sjette runde spillede Manchester United mod Portsmouth, og der blev spillet uafgjort indtil 12 minutter før afslutning, hvor Manchesters Uniteds målmand Tomasz Kuszczak blev udvist og erstattet af Rio Ferdinand, og der samtidig blev dømt straffespark mod Manchester United. Det lykkedes ikke for Rio Ferdinand at redde straffesparket og kampen endte med en 0-1 sejr til Portsmouth.
| Dato             | Runde   | Modstander        | H / U | Resultat H – U | Målscorere                                  | Tilskuere |
| ---------------- | ------- | ----------------- | ----- | -------------- | ------------------------------------------- | --------- |
| 5. januar 2008   | Runde 3 | Aston Villa       | U     | 2 – 0          | Ronaldo 81', Rooney 89'                     | 33,630    |
| 27. januar 2008  | Runde 4 | Tottenham Hotspur | H     | 3 – 1          | Tévez 38', Ronaldo (2) 69', 88' (ss.)       | 75,369    |
| 16. februar 2008 | Runde 5 | Arsenal           | H     | 4 – 0          | Rooney 16', Fletcher (2) 20', 74', Nani 38' | 75,550    |
| 8. marts 2008    | Runde 6 | Portsmouth        | H     | 0 – 1          |                                             |           |

## Carling Cup
Den engelske The Football League's fodboldturnering (Football League Cup eller bare League Cup) navngives efter sin sponsor, og hed i perioden 2003 - 2012 Carling Cup. I sæsonen tabte Manchester United deres første Carling Cup kamp til The Championship-holdet Coventry City, og var dermed ude af turneringen. Kampen blev spillet i tredje runde, da Premier League-hold ved at ligge i den bedste engelske række automatisk kvalificerer sig til den tredje runde i Carling Cuppen. Til kampen havde Manchester United stillet op med to debutanter på førsteholdet og seks af sæsonens debutanter til førsteholdet,, og den eneste af profilerne de havde med sig fra den fortrukne førsteholdstrup var Anderson, der stadig var ny i Manchester United. 
| Dato               | Runde   | Modstander    | H / U | Resultat H – U | Målscorere | Tilskuere |
| ------------------ | ------- | ------------- | ----- | -------------- | ---------- | --------- |
| 26. september 2007 | Runde 3 | Coventry City | H     | 0 – 2          |            | 74,055    |

## Champions League
I kvalifikationsrunden til klubmesterskabet i europæisk fodbold, UEFA Champions League, vandt Manchester United i denne sæson alle kampe i det indledende gruppespil undtagen én, som blev spilet uafgjort. Hermed avancerede de til turneringens knock-out stage.
| Dato               | Modstander  | H / U | Resultat H – U | Målscorere                                             | Tilskuere | Stilling |
| ------------------ | ----------- | ----- | -------------- | ------------------------------------------------------ | --------- | -------- |
| 19. september 2007 | Sporting    | U     | 1 – 0          | Ronaldo 62'                                            | 39,514    | 2nd      |
| 2. oktober 2007    | Roma        | H     | 1 – 0          | Rooney 70'                                             | 73,652    | 1st      |
| 23. oktober 2007   | Dynamo Kiev | U     | 4 – 2          | Ferdinand 10', Rooney 18', Ronaldo (2) 41', 68' (pen.) | 43,000    | 1st      |
| 7. november 2007   | Dynamo Kiev | H     | 4 – 0          | Piqué 31', Tévez 37', Rooney 76', Ronaldo 88'          | 75,017    | 1st      |
| 27. november 2007  | Sporting    | H     | 2 – 1          | Tévez 61', Ronaldo 90'                                 | 75,162    | 1st      |
| 12. december 2007  | Roma        | U     | 1 – 1          | Piqué 34'                                              | 29,490    | 1st      |

| Team              | Pld | W | D | L | GF | GA | GD  | Pts |
| ----------------- | --- | - | - | - | -- | -- | --- | --- |
| Manchester United | 6   | 5 | 1 | 0 | 13 | 4  | +9  | 16  |
| Roma              | 6   | 3 | 2 | 1 | 11 | 6  | +5  | 11  |
| Sporting CP       | 6   | 2 | 1 | 3 | 9  | 8  | +1  | 7   |
| Dynamo Kiev       | 6   | 0 | 0 | 6 | 4  | 19 | -15 | 0   |

I det efterfølgende gruppespil (den sene fase af slutspillet eller knock-out stage) endte Manchester United med at vinde 6-5 over Chelsea i en straffesparkkonkurrence efter først at have spillet uafgjort. Manchester United gik dermed ud som sejrherrer i UEFA Champions League-finalen 2008.
| Dato             | Runde                            | Modstander | H / U | Result H–U             | Målscorere              | Tilskuere |
| ---------------- | -------------------------------- | ---------- | ----- | ---------------------- | ----------------------- | --------- |
| 20. februar 2008 | Første knockout runde First leg  | Lyon       | U     | 1–1                    | Tevez 87'               | 39,219    |
| 4. marts 2008    | Første knockout runde Second leg | Lyon       | H     | 1–0                    | Ronaldo 41'             | 75,520    |
| 1. april 2008    | Kvartfinale First leg            | Roma       | U     | 2–0                    | Ronaldo 39', Rooney 66' | 60,931    |
| 9. april 2008    | Kvartfinale Second leg           | Roma       | H     | 1–0                    | Tevez 70'               | 74,423    |
| 23. april 2008   | Semifinale First leg             | Barcelona  | U     | 0–0                    |                         | 95,949    |
| 29. april 2008   | Semifinale Second leg            | Barcelona  | H     | 1–0                    | Scholes 14'             | 75,061    |
| 21. maj 2008     | Finale                           | Chelsea    | N     | 1–1 (6–5 straffespark) | Ronaldo 25'             | 67,310    |